# Абдаллах ибн Гания
Абдалла ибн Исхак ибн Мухаммад ибн Гания, известный также как Абдалла ибн Гания (араб. عبد الله بن غانية‎; XII век или неизвестно, Тайфа Мальорка — 1203 или 1203, Пальма), — эмир Мальоркской тайфы (1187—1203), член династии Бану Гания (Ганидов), которая боролась против халифата Альмохадов в конце XII-начале XIII веков. В 1187 году он захватил бывшую крепость Бану Гания на Мальорке на Балеарских островах и правил ею до своего поражения и смерти от рук Альмохадов в 1203 году.

## Карьера
Один из сыновей Исхака ибн Мухаммада, правителя Балеарских островов (1155—1183), и брат Али ибн Гании и Яхьи ибн Гании, которые возглавляли почти пятидесятилетнее восстание против Альмохадов в Магрибе. Он сопровождал своего брата Али, когда тот отправился с Балеарских островов и вторгся в Северную Африку в 1184 году. Братья Ганиды взяли город-порт Беджая, и оставаясь там до тех пор, пока контрнаступление Альмохадов не вынудило их бежать примерно семь месяцев спустя.

## Балеарские острова
После вторжения Альмохадов на Балеарские острова в 1185 году, в ходе которого альмохадский командующий Али ибн Аль-Ребертер восстановил на престоле эмира Мухаммада ибн Исхака, Абдалла был отправлен своим братом Али, чтобы отвоевать острова и отплыл с флотом из Триполи. После остановки в Сицилии, где он получил подкрепление от короля Вильгельма II Доброго, Абдалла высадился на острове Мальорка, где к нему присоединились отряды лоялистов под командованием Наджи, которые поддерживали сопротивление Ибн аль-Ребертеру и Мухаммаду ибн Исхаку. Большинство крестьян также перешло на сторону Абдаллы, и ему быстро удалось установить контроль над Мальоркой и прилегающими островами, кроме Ивисы и Форментеры.

## Мальорка
Завершив завоевание Мальорки, Абдалла ибн Исхак остался править островом и служил там эмиром от имени своего старшего брата Али. Во время своего правления он поддерживал дружеские отношения с королем Арагона Педро II, а также добился заключения мирного и торгового договора с Генуэзской республикой в 1188 году, разрешив генуэзцам основать церковь и общежитие для иностранных купцов на Мальорке. Он также возобновил рейдерскую деятельность, особенно против Прованса и владений Альмохадов в Аль-Андалусе, продолжал помогать своим братьям в Магрибе, послав два корабля на помощь Яхье ибн Гании, когда последний осадил Триполи в 1190-х годах.
На протяжении всего своего правления на Мальорке Абдалла ибн Исхак был вынужден бороться с Альмохадами, которые неоднократно предпринимали попытки захватить Балеарские острова. Ивиса была захвачена флотом Альмохадов в 1187 году, и Менорка также пала в неопределенный срок. Зимой 1200 года Абдалла предпринял попытку вернуть Ивису, но был вынужден отступить, потерпев неудачу. В следующем 1201 году он добился успеха на острове Менорка, взяв главный город острова после длительной осады, в результате которой осажденные жители прибегли к актам каннибализма.

## 1203 год
В 1203 году Альмохады предприняли против крупную военную экспедицию на Балеарские острова. Армией Альмохадов, состоящей из 15 000 пехотинцев, 700 лучников, 1 200 кавалеристов и нескольких осадных машин, командовали Абу Аль-Ула и Абу Саид Усман ибн Аби Хафс. Альмохады встретили флот Абдаллы на Менорке и уничтожили его, после чего они захватили контроль над Меноркой и продолжили блокаду острова Мальорка. Хотя столица смогла продержаться более двух месяцев, защитники в конце концов потерпели поражение, а сам Абдалла ибн Гания был убит. Затем Балеарские острова были превращены во владение Альмохадов, оставаясь в их руках до тех пор, пока они не были завоеваны королем Арагона Хайме I Завоевателем в 1229—1230 годах.